# 基辅弥撒书

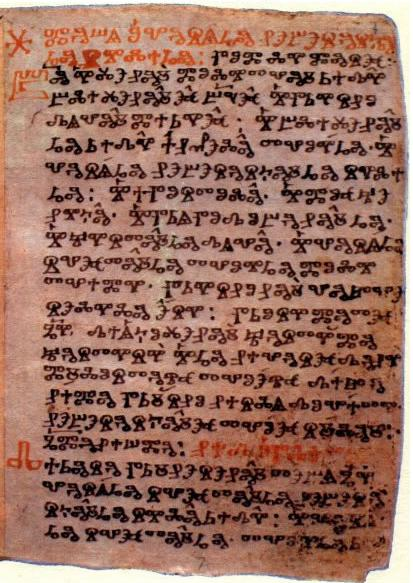
对开页 7r。

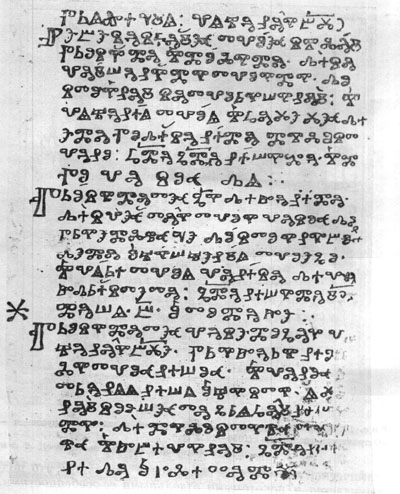
基辅弥撒书第三对开

《基辅弥撒书》（或《基辅残片》或《基辅对开本》；学术缩写Ki ）是一部七頁对开的格拉哥里古教会斯拉夫正典手稿，包含部分罗马仪式的礼拜仪式。它通常被认为是最古老、最古老的古教会斯拉夫手稿，  ，其日期應不晚于 10 世纪下半叶。 
全書以對開的小羊皮纸製成（大小约為 14.5 厘米×10.5 厘米），小尺寸的設計以供移动中的传教士使用。

## 发现与出版
基辅对开本由大主教安德烈·卡普斯汀 ( Antonin Kapustin ) 于 19 世纪在耶路撒冷发现，并将其捐赠给基辅神学院。  1917 年俄罗斯革命后，这些書籍被转移到位于基辅的乌克兰科学院图书馆，至今仍保存在那里。
伊兹梅尔·斯雷兹涅夫斯基 (Izmail Sreznevsky)于 1874 年编辑了第一版《基辅对开本》，将手稿公之于众。此后，它们已被再版多次，但并不总是成功。著名的版本是Vatroslav Jagić于 1890 年出版的 ( Glagolitica.2)。 Würdigung neuentdeckter Fragmente，Mit 10 Taf。 ，1890 年维也纳，Denkschrift。凯泽尔。阿卡德，Bd。 38），西弗斯于 1924 年出版（ Die altslavischen Verstexte von Kiew und Freising ，莱比锡 1924 年，Akad。威斯康星州，哲学史。吉隆坡，Bd。 76/2）和 Mohlberg 于 1928 年撰写（ Ilmessale di Kiew/sec IX./ed il suo prototipo Romano del VI-VII ）。
Václav Vondrák在O původu Kijevských listů a Pražských zlomků ao bohemismech v starších církevněslovanských památkách vůbec （布拉格，1904 年）中特别关注基辅对开页。最新的传真版于 1983 年在基辅出版，以纪念在那里举行的第九届国际斯拉夫人大会（VV Nimčuk， Kijivs'ki hlaholični lystky ，苏联）。该版本包含对基辅对开本现有书目的广泛概述。

## 時間和起源
第一对开页的第一页比其他页面写得晚，可能是在 11 世纪和 12 世纪交界处。 透過语言、古文字和图形特征表明南克罗地亚是其起源地。 本页包含保罗书信的部分内容（13、11-14 和 14、1-4）。克罗地亚斯拉夫主义者 Marija Pantelić 彻底分析了基辅作品集的这一部分以及与之相关的问题，并最终認為其成書位置應是位在杜布罗夫尼克地区的某个地方。
其余对开页包含《罗马弥撒书》的一部分，其日期不迟于 10 世纪下半叶。 

## 内容
从内容来看，它是一本罗马弥撒书，即一本收集了神圣弥撒仪式中使用的所有文本的书。弥撒文本附有关于如何在整个礼拜年进行仪式的说明，称为rubrics ，该术语源自拉丁语rubrica ，指用于绘画的红土。
基辅弥撒书对开本的文本大部分用黑色书写（用于发音的文本），较小部分則用红色书写（牧师必须执行的手势说明和仪式的其他说明）。由于《基辅弥撒书》仅保存了 13 页，因此很明显，弥撒书只保存了一部分，其中包含神父所说的关键且不可更改的部分。

## 语言特征
基辅对开本通常被斯拉夫人视为古教會斯拉夫語正典手稿中最古老的，尽管它们表现出一些西斯拉夫特征，使它们被認為是古教會斯拉夫語中捷克-摩拉维亚修订本的源頭。 其中特點是：
- 我们找到的不是古教會斯拉夫語 št 、 žd ，而是原始斯拉夫语*/tj/ （也来自早期的 *kt）和 */ dj / 的西斯拉夫语反射，即，我们找到的是pomoštь 、 prosęšte 、 priemljǫšte 、 daždь 、 tuždimъ 、 tъžde ， proęce 、 priemljǫce 、 dazь 、 tuzimъ 、 tъze等[5]
- 在原始斯拉夫语 *stj 和 *skj 的位置，我们期望有古教會斯拉夫語 št的反射，但我们发现šč ： očiščeniě 、 zaščiti （命令式）、 zaščititь 。
- 作为阳性 o 词干的器乐单数词尾，我们期望使用-omь 。但相反，使用了-ъmь ，因此我们找到了oplatъmь 、 obrazъmь 、 vъsǫdъmь ，而不是预期的oplatomь 、 obrazomь 、 vъsǫdomь 。
- 第一人称代词azъ的属格在古教會斯拉夫語中是mene 。在《基辅对开本》中，我们通过省略“weak yer”找到了“mne” 。

作为将基辅对开本与其他重要斯拉夫地区（即保加利亚语）的经典手稿联系起来的特征，必须注意：
- yers ъ和ь之间的区分一致，并且在预期ь的地方只找到两次ъ
- 基辅对开页保留鼻元音（/ę/ 和 /ǫ/）并且不混合它们

## 争议
克罗地亚斯拉夫人约瑟普·哈姆 (Josip Hamm)在他的《Das Glagolitsche Missale von Kiew》 （维也纳，1979 年）一书中激起了激烈的争论。在其中以及他的其他论文和讲座中，他坚持认为《基辅对开本》是捷克爱国者为证明捷克文学文化的古老性而于 19 世纪伪造的。然而，总体而言，斯拉夫主义者并不持有这种观点。</link>

## 笔记
1. ↑  Lunt (2001) "The seven glagolitic folia known as the Kiev Folia (KF) are generally considered as most archaic from both the paleographic and the linguistic points of view..."
2. ↑  Damjanović (2003)
3. 1 2 3 4  Damjanović (2003)
4. ↑  Pantelić (1985)
5. 1 2  Damjanović (2003)